# Rio Tainhas
O rio Tainhas é um curso de água do estado do Rio Grande do Sul, no Brasil. É  um dos principais afluentes da margem esquerda do rio das Antas. Faz parte da bacia hidrográfica do Taquari-Antas, que ocupa uma área de aproximadamente 26 428 km².
Parte de seu curso  integra o  Parque Estadual do Tainhas, importante ferramenta de proteção da fauna, flora e  dos campos e matas nativos da área. O parque abrange uma área de 6 654,66 hectares, inseridos nos municípios de São Francisco de Paula, Jaquirana  e Cambará do Sul. 